# Üçköy
Üçköy (syriska: ܐܪܟܚ, Arkah, kurdiska: Xarabêalê, Xirbê Elî) är en arameisk/syriansk ort i sydöstra Turkiet och är belägen i Tur Abdin i provinsen Mardin. Den ligger i distriktet Nusaybin och hade 286 invånare i slutet av 2011.
Byn har en dokumenterad historia sen 300-talet e.Kr. då kristna munkar påbörjade mission i området. Källor beskriver den dåvarande tron i byn. Man nämner ordet soldyrkare vilket troligtvis är en hänvisning till den arameiska Solguden SHAMASH. Byns historia verkar dock gå tillbaka längre än till 300-talet då man har hittat lämningar och artefakter som är långt äldre.
En stor utvandring under 1970- och 1980-talet har till stora delar avfolkat byn. Till skillnad från många andra Arameiska/Syrianska byar så har ingen kurdisk inflyttning skett till byn.